# Imantodes
Imantodes är ett släkte av ormar som ingår i familjen snokar. Släktet tillhör underfamiljen Dipsadinae som ibland listas som familj.
Vuxna exemplar är med en längd upp till 100 cm medelstora och smala ormar. Arterna har breda huvuden och stora ögon. Flera släktmedlemmar kännetecknas av stora fjäll längs ryggens mitt. Arterna förekommer i Centralamerika och Sydamerika. Individerna är nattaktiva och de klättrar på träd. De gömmer sig ofta bakom ananasväxter eller bakom andra epifyter. Födan utgörs av trädlevande groddjur och ödlor. Honor lägger några få och långsträckta ägg per tillfälle. Gifttänderna ligger längre bak i käken och det giftiga bettet antas vara ofarligt för människor.
Arter enligt Catalogue of Life:
- Imantodes cenchoa
- Imantodes gemmistratus
- Imantodes inornatus
- Imantodes lentiferus
- Imantodes phantasma
- Imantodes tenuissimus

The Reptile Database listar dessutom:
- Imantodes chocoensis
- Imantodes guane